# 葫芦湖
葫芦湖是一个位于中国青海省格尔木县的湖泊。